# Danh sách tập của Running Man (2017)
Dưới đây là danh sách các tập của chương trình truyền hình thực tế Running Man vào năm 2017.

## Danh sách tập
| Tập #                | Ngày phát sóng (Ngày ghi hình) | Khách mời | Landmark                                                                                               | Đội | Đội | Nhiệm vụ | Kết quả |
| -------------------- | ------------------------------ | --- | --- | --- | --- | --- | --- |
| 332                  | 1/1/2017 (26/12/2016)          | Không khách mời | SBS Broadcasting Center (Mok-dong, Yangcheon-gu, Seoul)                                                | Không chia đội | Không chia đội | Xổ số với Running Balls | Yoo Jae-suk, Haha, Jee Seok-jin, Lee Kwang-soo Thắng Song Ji-hyo và Kim Jong-kook bị phạt bơm nước, Song Ji-hyo sẽ bắt đầu tuần lễ thành viên đầu tiên                                                          |
| 333                  | 8/1/2017 (2/1/2017)            | Không khách mời | Gangwon (Pyeongchang)                                                                                  | Không chia đội | Không chia đội | Tuần lễ thành viên: Song Ji-hyo Hoàn thành thử thách để giảm số lượng người bị phát | Jee Seok-jin, Kim Jong-kook, Lee Kwang-soo Thắng Yoo Jae-suk và Haha bị phạt nhảy vào hồ nước lạnh |
| 334                  | 15/1/2017 (3/1/2017)           | Không khách mời | Han River Ferry Cruise (Yeouidong-ro, Yeongdeungpo-gu, Seoul)                                          | Không chia đội | Không chia đội | Tuần lễ thành viên: Kim Jong-kook Giúp Kim Jong-kook hẹn hò | Mọi người Thắng |
| 335                  | 22/1/2017 (16/1/2017)          | Không khách mời | Hwang-je Wedding Town (Yeoju-eup, Yeoju-gun, Gyeonggi-do)                                              | Không chia đội | Không chia đội | Tuần lễ thành viên: Jee Seok-jin Thoát khỏi nhà giam và tham dự lễ cưới của Jee Seok-jin | Mọi người Thắng |
| 336                  | 29/1/2017 (17/1/2017)          | Gary | SBS Tanhyeon-dong Production Center (Ilsanseo-gu, Goyang, Gyeonggi-do)                                 | Không chia đội | Không chia đội | Tuần lễ thành viên: Gary Ngăn chặn nhân vật chính chiến thắng | Lee Kwang-soo Thắng Lee Kwang-soo nhận được cúp vàng |
| 337                  | 5/2/2017 (23/1/2017)           | Không khách mời | Inje Naerincheon (Stream) Bungee Jumping (Inje-gup, Inje-gun, Gangwon-do)                              | Đội nhiệm vụ (Haha, Yoo Jae-suk, Jee Seok-jin, Song Ji-hyo) | Đội đuổi bắt (Kim Jong-kook, Lee Kwang-soo) | Tuần lễ thành viên: Haha Ngăn chặn đội nhiệm | Mọi người Thắng Haha chấp nhận hình phạt một mình nhưng nhận được bất ngờ từ các thành viên chúc mừng con trai sắp chào đời của Haha                                                                            |
| 338                  | 12/2/2017 (6/2/2017)           | Không khách mời | Songpa Park Habio (Munjeong-dong, Songpa-gu, Seoul)                                                    | Đội nhiệm vụ (Yoo Jae-suk, Lee Kwang-soo) | Đội đuổi bắt (Haha, Jee Seok-jin, Kim Jong-kook, Song Ji-hyo) | Break Week Loại bỏ người đánh cắp đồ trong thời gian quy định (Khách mời đặc biệt: Red Velvet) | Yoo Jae-suk Thắng Song Ji-hyo nhận vé du lịch Đông Nam Á, Kim Jong-kook và Haha được trả lại đồ, Lee Kwang-soo bị phạt mặc đồ xấu hổ hình gà                                                                    |
| 339                  | 19/2/2017 (7/2/2017)           | Heo Kyung-hwan Kim Won-hee Kim Yong-man Lee Chun-hee | Yeouido Hangang Park (Yeongdeungpo-gu, Seoul)                                                          | Đội Running Man (Haha, Kim Jong-kook, Jee Seok-jin, Lee Kwang-soo, Song Ji-hyo) | Đội Những người bạn (Heo Kyung-hwan, KCM, Kim Won-hee, Kim Yong-man, Lee Chun-hee) | Tuần lễ thành viên: Yoo Jae-suk Đánh bại đội còn lại để nhận gợi ý tìm giải thưởng cuối cùng | Đội Running Man Thắng Đội Running Man nhận được nhẫn "R" vàng |
| 340                  | 26/2/2017 (13/2/2017)          | Không khách mời | SBS Broadcasting Center (Mok-dong, Yangcheon-gu, Seoul)                                                | Không chia đội | Không chia đội | Tuần lễ thành viên: Lee Kwang-soo Hoàn thành chuyến đi chơi đêm và chọn người bị phạt bom nước ở địa điểm cuối | Lee Kwang-soo Thắng Yoo Jae-suk bị phạt bom nước |
| 341                  | 5/3/2017 (20/2/2017)           | Không khách mời | Mapo District(Seoul)                                                                                   | Đội Running Man | Đội nhà sản xuất | Thu thập Running Balls | Đội Running Man Thắng Running man được sử dụng ngôi nhà của biên tập |
| 342                  | 19/3/2017 (6/3/2017)           | Không khách mời | Mapo District(Seoul)                                                                                   | Không chia đội | Không chia đội | Thu thập những vật dụng được lựa chọn trong thiết kế | Mọi người Thắng Mọi người thất bại trong nhiệm vụ thu thập nhưng Kim Jong-kook đã hoàn thành nhiệm vụ tránh hình phạt cuối                                                                                      |
| 343                  | 26/3/2017 (14/3/2017)          | Choi Tae-joon, Jeon So-min, Kang Han-na, Lee Se-young, Park Jin-joo, Umji (GFriend)                                                                                     | Gongju Hanok Village (Gwangwangdanji-gil, Gongju-si, Chungcheongnam-do)                                | Couple Karaoke & Romantic Fortress Tour/Luxurious Tomb Tour: Yoo Jae-suk & Umji Haha & Park Jin-joo Jee Seok-jin & Kang Han-na Kim Jong-kook & Lee Se-young Lee Kwang-soo & Jeon So-min Song Ji-hyo & Choi Tae-joon | Nhiệm vụ cuối cùng Yoo Jae-suk & Umji Haha & Park Jin-joo Jee Seok-jin & Kang Han-na Kim Jong-kook & Jeon So-min Lee Kwang-soo & Lee Se-young Song Ji-hyo & Choi Tae-joon | Là đội còn nhiều tiền nhất | Lee Kwang-soo & Lee Se-young Thắng Lee Kwang-soo và Lee Se-young nhận dây chuyền "R" vàng, Kim Jong-kook và Jeon So-min bị phạt đi tìm vé tàu điện và về nhà bằng tàu điện.                                     |
| 344                  | 2/4/2017 (13/3/2017)           | Choi Min-yong, Yoon Bo-mi (Apink) | SBS Broadcasting Center (Mok-dong, Yangcheon-gu, Seoul)                                                | Food Guide: Đội Jae-suk (Yoo Jae-suk, Jee Seok-jin, Song Ji-hyo, Choi Min-yong) Đội Jong-kook (Kim Jong-kook, Haha, Lee Kwang-soo, Yoon Bo-mi) | Trốn tìm: Đội Jae-suk (Yoo Jae-suk, Jee Seok-jin, Song Ji-hyo, Choi Min-yong, Yoon Bo-mi) Đội Jong-kook (Kim Jong-kook, Haha, Lee Kwang-soo) | Trốn tìm bảo vệ 7 thành phần nguyên liệu | Đội Jong-kook Thắng Kim Jong-kook, Haha, Lee Kwang-soo được phần thưởng |
| 345                  | 9/4/2017 (20/3/2017)           | Han Jae-suk, Sandara Park Yoon Park | Hyundai Motorstudio Goyang (Goyang-si, Gyeonggi-do)                                                    | Đội Sandara Park (Sandara Park, Yoo Jae-suk, Kim Jong-kook) Đội Han Jae-suk (Han Jae-suk, Haha, Song Ji-hyo) Đội Yoon Park (Yoon Park, Jee Seok-jin, Lee Kwang-soo) | Đội Sandara Park (Sandara Park, Yoo Jae-suk, Kim Jong-kook) Đội Han Jae-suk (Han Jae-suk, Haha, Song Ji-hyo) Đội Yoon Park (Yoon Park, Jee Seok-jin, Lee Kwang-soo) | Hoàn thành nhiệm vụ và tìm địa điểm cuối cùng | Mọi người Thắng Đội Sadara Park nhận vé du lịch, Đội Han Jae-suk nhận nhân sâm, Đội Yoon Park nhận được tượng Running Man vàng. Yoon Park bị phạt dội bơm nước                                                  |
| 346                  | 16/4/2017 (3/4/2017)           | Yang Se-chan Jeon So-min (Thành viên mới) | SBS Prism Tower (Sangam-dong, Mapo-gu, Seoul)                                                          | Thử thách nhảy bungee và dội bom nước: Đội thành viên mới (Jeon So-min, Yang Se-chan) Đội Running Man (Yoo Jae-suk, Haha, Jee Seok-jin, Kim Jong-kook, Lee Kwang-soo, Song Ji-hyo) Quiz đồng lòng: Đội 1 (Yoo Jae-suk, Lee Kwang-soo, Jeon So-min, Yang Se-chan) Đội 2 (Haha, Jee Seok-jin, Kim Jong-kook, Song Ji-hyo) Lựa chọn nguy hiểm: Đội Xám (Yoo Jae-suk, Jee Seok-jin, Lee Kwang-soo, Jeon So-min) Đội Xanh Dương (Haha, Kim Jong-kook, Song Ji-hyo, Yang Se-chan) | Thử thách nhảy bungee và dội bom nước: Đội thành viên mới (Jeon So-min, Yang Se-chan) Đội Running Man (Yoo Jae-suk, Haha, Jee Seok-jin, Kim Jong-kook, Lee Kwang-soo, Song Ji-hyo) Quiz đồng lòng: Đội 1 (Yoo Jae-suk, Lee Kwang-soo, Jeon So-min, Yang Se-chan) Đội 2 (Haha, Jee Seok-jin, Kim Jong-kook, Song Ji-hyo) Lựa chọn nguy hiểm: Đội Xám (Yoo Jae-suk, Jee Seok-jin, Lee Kwang-soo, Jeon So-min) Đội Xanh Dương (Haha, Kim Jong-kook, Song Ji-hyo, Yang Se-chan) | Tránh điểm số thấp nhất | Yoo Jae-suk, Haha, Jee Seok-jin, Kim Jong-kook, Lee Kwang-soo, Song Ji-hyo, Jeon So-min Thắng Yang Se-chan chọn Haha và cả hai nhận 1 Tourist Card                                                              |
| 347                  | 23/4/2017 (10/4/2017)          | Jang Do-yeon | Paradise City (Jung-gu, Incheon)                                                                       | Đội Osaka (Yoo Jae-suk, Jee Seok-jin, Jeon So-min) Đội Taipei (Haha, Song Ji-hyo, Yang Se-chan) Đội Jeju-do (Kim Jong-kook, Lee Kwang-soo, Jang Do-yeon) | Đội Osaka (Yoo Jae-suk, Jee Seok-jin, Jeon So-min) Đội Taipei (Haha, Song Ji-hyo, Yang Se-chan) Đội Jeju-do (Kim Jong-kook, Lee Kwang-soo, Jang Do-yeon) | Hoàn thành nhiệm vụ | Đội Osaka và đội Jeju-do Thắng Yoo Jae-suk nhận 1 Tourist Card do thua ở Nhật Bản, Yang Se-chan nhận 1 Tourist Card do thua ở nhiệm vụ cuối cùng                                                                |
| 348                  | 30/4/2017 (10/4/2017)          | Jang Do-yeon | Paradise City (Jung-gu, Incheon)                                                                       | Đội Osaka (Yoo Jae-suk, Jee Seok-jin, Jeon So-min) Đội Taipei (Haha, Song Ji-hyo, Yang Se-chan) Đội Jeju-do (Kim Jong-kook, Lee Kwang-soo, Jang Do-yeon) | Đội Osaka (Yoo Jae-suk, Jee Seok-jin, Jeon So-min) Đội Taipei (Haha, Song Ji-hyo, Yang Se-chan) Đội Jeju-do (Kim Jong-kook, Lee Kwang-soo, Jang Do-yeon) | Hoàn thành nhiệm vụ | Đội Osaka và đội Jeju-do Thắng Yoo Jae-suk nhận 1 Tourist Card do thua ở Nhật Bản, Yang Se-chan nhận 1 Tourist Card do thua ở nhiệm vụ cuối cùng                                                                |
| 348                  | 30/4/2017 (17/4/2017)          | Hyo-rin (Sistar) | SBS Open Hall (Deungchon-dong, Gangseo-gu, Seoul)                                                      | Đội đỏ (Yoo Jae-suk, Song Ji-hyo, Yang Se-chan) Đội Trắng (Haha, Lee Kwang-soo, Jeon So-min) Đội vàng (Jee Seok-jin, Kim Jong-kook, Hyo-rin) | Đội đỏ (Yoo Jae-suk, Song Ji-hyo, Yang Se-chan) Đội Trắng (Haha, Lee Kwang-soo, Jeon So-min) Đội vàng (Jee Seok-jin, Kim Jong-kook, Hyo-rin) | Hoàn thành nhiệm vụ và tránh chi tiêu tiền | Đội đỏ Thắng Kim Jong-kook nhận 1 Tourist card do còn số tiền thấp nhất |
| 349                  | 30/4/2017 (17/4/2017)          | Hyo-rin (Sistar) | SBS Open Hall (Deungchon-dong, Gangseo-gu, Seoul)                                                      | Đội đỏ (Yoo Jae-suk, Song Ji-hyo, Yang Se-chan) Đội Trắng (Haha, Lee Kwang-soo, Jeon So-min) Đội vàng (Jee Seok-jin, Kim Jong-kook, Hyo-rin) | Đội đỏ (Yoo Jae-suk, Song Ji-hyo, Yang Se-chan) Đội Trắng (Haha, Lee Kwang-soo, Jeon So-min) Đội vàng (Jee Seok-jin, Kim Jong-kook, Hyo-rin) | Hoàn thành nhiệm vụ và tránh chi tiêu tiền | Đội đỏ Thắng Kim Jong-kook nhận 1 Tourist card do còn số tiền thấp nhất |
| 6/5/2017 (24/4/2017) | Không khách mời                | Jangsaengpo Port (Maeam-dong, Nam-gu, Ulsan) | Đội Nhiệm vụ (Yoo Jae-suk, Haha, Jee Seok-jin, Lee Kwang-soo, Song Ji-hyo, Yang Se-chan)               | Đội Điệp viên (Kim Jong-kook, Jeon So-min) | Hoàn thành nhiệm vụ và tránh huy hiệu cá heo | Yoo Jae-suk, Haha, Kim Jong-kook, Song Ji-hyo, Jeon So-min, Yang Se-chan Thắng Jee Seok-jin nhận 3 Tourist Card, Jee Seok-jin chọn Lee Kwang-soo và cả hai bị phạt phải nhìn thấy cá heo                                                              | |
| 350                  | Không khách mời                | 14/5/2017 (25/4/2017) | Gimhae Gaya Theme Park (Gaya thema-gil, Gimhae, Gyeongsangnam-do)                                      | Ví tiền nguy hiểm: Không chia đội 10 giây nguy hiểm: Đội Jae-suk (Yoo Jae-suk, Jee Seok-jin, Lee Kwang-soo, Yang Se-chan) Đội Jong-kook (Kim Jong-kook, Haha, Song Ji-hyo, Jeon So-min) Sự lựa chọn nguy hiểm: Đội Jae-suk (Yoo Jae-suk, Lee Kwang-soo, Song Ji-hyo, Jeon So-min) Đội Jong-kook (Kim Jong-kook, Haha, Jee Seok-jin, Yang Se-chan) Câu trả lời không liên quan và giày dép nguy hiểm: Không chia đội                                                         | Ví tiền nguy hiểm: Không chia đội 10 giây nguy hiểm: Đội Jae-suk (Yoo Jae-suk, Jee Seok-jin, Lee Kwang-soo, Yang Se-chan) Đội Jong-kook (Kim Jong-kook, Haha, Song Ji-hyo, Jeon So-min) Sự lựa chọn nguy hiểm: Đội Jae-suk (Yoo Jae-suk, Lee Kwang-soo, Song Ji-hyo, Jeon So-min) Đội Jong-kook (Kim Jong-kook, Haha, Jee Seok-jin, Yang Se-chan) Câu trả lời không liên quan và giày dép nguy hiểm: Không chia đội                                                         | Hoàn thành nhiệm vụ để thu thập tiền Tiền được dùng để mua thẻ tấn công hoặc thẻ loại bỏ | Yoo Jae-suk Thắng Yoo Jae-suk, Jee Seok-jin, Haha, Lee Kwang-soo, Yang Se-chan, Jeon So-min nằm trong danh sách chịu phạt đến nhà ma ở Nhật Bản                                                                 |
| 351                  | Không khách mời                | 21/5/2017 (25/4, 8/5 & 14-15/7/2017) | Gimhae Gaya Theme Park (Gaya thema-gil, Gimhae, Gyeongsangnam-do)                                      | Ví tiền nguy hiểm: Không chia đội 10 giây nguy hiểm: Đội Jae-suk (Yoo Jae-suk, Jee Seok-jin, Lee Kwang-soo, Yang Se-chan) Đội Jong-kook (Kim Jong-kook, Haha, Song Ji-hyo, Jeon So-min) Sự lựa chọn nguy hiểm: Đội Jae-suk (Yoo Jae-suk, Lee Kwang-soo, Song Ji-hyo, Jeon So-min) Đội Jong-kook (Kim Jong-kook, Haha, Jee Seok-jin, Yang Se-chan) Câu trả lời không liên quan và giày dép nguy hiểm: Không chia đội                                                         | Ví tiền nguy hiểm: Không chia đội 10 giây nguy hiểm: Đội Jae-suk (Yoo Jae-suk, Jee Seok-jin, Lee Kwang-soo, Yang Se-chan) Đội Jong-kook (Kim Jong-kook, Haha, Song Ji-hyo, Jeon So-min) Sự lựa chọn nguy hiểm: Đội Jae-suk (Yoo Jae-suk, Lee Kwang-soo, Song Ji-hyo, Jeon So-min) Đội Jong-kook (Kim Jong-kook, Haha, Jee Seok-jin, Yang Se-chan) Câu trả lời không liên quan và giày dép nguy hiểm: Không chia đội                                                         | Hoàn thành nhiệm vụ để thu thập tiền Tiền được dùng để mua thẻ tấn công hoặc thẻ loại bỏ | Yoo Jae-suk Thắng Yoo Jae-suk, Jee Seok-jin, Haha, Lee Kwang-soo, Yang Se-chan, Jeon So-min nằm trong danh sách chịu phạt đến nhà ma ở Nhật Bản                                                                 |
| 351                  | Không khách mời                | 21/5/2017 (25/4, 8/5 & 14-15/7/2017) | Gorkhi-Terelj National Park (Mông Cổ) Russky Island (Vladivostok, Primorsky Krai, Nga)                 | Đội Mông Cổ (Song Ji-hyo, Yoo Jae-suk, Jee Seok-jin, Jeon So-min) Đội Nga (Kim Jong-kook, Haha, Lee Kwang-soo, Yang Se-chan) | Đội Mông Cổ (Song Ji-hyo, Yoo Jae-suk, Jee Seok-jin, Jeon So-min) Đội Nga (Kim Jong-kook, Haha, Lee Kwang-soo, Yang Se-chan) | Đội Mông Cổ Gặp hậu duệ Thành Cát Tư Hãn và vắt 4 lít sữa cừu Đội Nga Bắt 10 loại hải sản khác nhau và bắt được 1 cua hoàng đế | Không ai thắng Đội Nga hoàn thành 1 nửa nhiệm vụ. Kim Jong-kook chọn Haha tránh hình phạt ở Nhật Bản |
| 352                  | Không khách mời                | 28/5/2017 (14-15/5/2017) | Gorkhi-Terelj National Park (Mông Cổ) Russky Island (Vladivostok, Primorsky Krai, Nga)                 | Đội Mông Cổ (Song Ji-hyo, Yoo Jae-suk, Jee Seok-jin, Jeon So-min) Đội Nga (Kim Jong-kook, Haha, Lee Kwang-soo, Yang Se-chan) | Đội Mông Cổ (Song Ji-hyo, Yoo Jae-suk, Jee Seok-jin, Jeon So-min) Đội Nga (Kim Jong-kook, Haha, Lee Kwang-soo, Yang Se-chan) | Đội Mông Cổ Gặp hậu duệ Thành Cát Tư Hãn và vắt 4 lít sữa cừu Đội Nga Bắt 10 loại hải sản khác nhau và bắt được 1 cua hoàng đế | Không ai thắng Đội Nga hoàn thành 1 nửa nhiệm vụ. Kim Jong-kook chọn Haha tránh hình phạt ở Nhật Bản |
| 353                  | Không khách mời                | 4/6/2017 (14-15 & 29/5/2017) | Gorkhi-Terelj National Park (Mông Cổ) Russky Island (Vladivostok, Primorsky Krai, Nga)                 | Đội Mông Cổ (Song Ji-hyo, Yoo Jae-suk, Jee Seok-jin, Jeon So-min) Đội Nga (Kim Jong-kook, Haha, Lee Kwang-soo, Yang Se-chan) | Đội Mông Cổ (Song Ji-hyo, Yoo Jae-suk, Jee Seok-jin, Jeon So-min) Đội Nga (Kim Jong-kook, Haha, Lee Kwang-soo, Yang Se-chan) | Đội Mông Cổ Gặp hậu duệ Thành Cát Tư Hãn và vắt 4 lít sữa cừu Đội Nga Bắt 10 loại hải sản khác nhau và bắt được 1 cua hoàng đế | Không ai thắng Đội Nga hoàn thành 1 nửa nhiệm vụ. Kim Jong-kook chọn Haha tránh hình phạt ở Nhật Bản |
| 353                  | Không khách mời                | 4/6/2017 (14-15 & 29/5/2017) | Fuji-Q Highland (Fujiyoshida-shi, Yamanashi-ken, Nhật Bản)                                             | Đội xanh dương (Yoo Jae-suk, Jee Seok-jin, Lee Kwang-soo, Jeon So-min, Yang Se-chan) Đội vàng (Kim Jong-kook, Haha, Song Ji-hyo) | Đội xanh dương (Yoo Jae-suk, Jee Seok-jin, Lee Kwang-soo, Jeon So-min, Yang Se-chan) Đội vàng (Kim Jong-kook, Haha, Song Ji-hyo) | Hoàn thành chuyến du lịch nguy hiểm Đội xanh thực hiện nhiệm vụ để tránh số lượng tên trên vòng xoay, người bị chọn sẽ vào nhà ma một mình Đội vàng được đi du lịch thoải mái ở Yokohama, chi tiêu sẽ được tính ra số lượng ma tăng thêm cho đội Xanh | Mọi người Thắng Jee Seok-jin, Song Ji-hyo, Yang Se-chan phải ngủ ở lều đặt trước nhà ma |
| 354                  | Không khách mời                | 11/6/2017 (29/5/2017) | Fuji-Q Highland (Fujiyoshida-shi, Yamanashi-ken, Nhật Bản)                                             | Đội xanh dương (Yoo Jae-suk, Jee Seok-jin, Lee Kwang-soo, Jeon So-min, Yang Se-chan) Đội vàng (Kim Jong-kook, Haha, Song Ji-hyo) | Đội xanh dương (Yoo Jae-suk, Jee Seok-jin, Lee Kwang-soo, Jeon So-min, Yang Se-chan) Đội vàng (Kim Jong-kook, Haha, Song Ji-hyo) | Hoàn thành chuyến du lịch nguy hiểm Đội xanh thực hiện nhiệm vụ để tránh số lượng tên trên vòng xoay, người bị chọn sẽ vào nhà ma một mình Đội vàng được đi du lịch thoải mái ở Yokohama, chi tiêu sẽ được tính ra số lượng ma tăng thêm cho đội Xanh | Mọi người Thắng Jee Seok-jin, Song Ji-hyo, Yang Se-chan phải ngủ ở lều đặt trước nhà ma |
| 355                  | 18/6/2017 (29-30/5/2017)       | Jung Hye-sung | Narita International Airport (Narita-shi, Chiba-ken, Nhật Bản)                                         | Đội Trắng (Yoo Jae-suk, Haha, Jeon So-min) Đội Cam (Kim Jong-kook, Lee Kwang-soo, Jung Hye-sung) Đội xanh dương (Jee Seok-jin, Song Ji-hyo, Yang Se-chan) | Đội Trắng (Yoo Jae-suk, Haha, Jeon So-min) Đội Cam (Kim Jong-kook, Lee Kwang-soo, Jung Hye-sung) Đội xanh dương (Jee Seok-jin, Song Ji-hyo, Yang Se-chan) | Tìm địa điểm du lịch số 1 Thu thập nhiều tem nhất để tránh sticker I-Go | Đội Trắng Thắng Haha và Jeon So-min nhận 1 sticker I-Go |
| 356                  | 25/6/2017 (5 & 12/5/2017)      | Không khách mời | The Coin Pop (Dongseon-dong, Seongbuk-gu, Seoul)                                                       | Không chia đội | Không chia đội | Hoàn thành nhiệm vụ bằng cách không hợp tác với các thành viên khác để giữ lại nhiều tiền nhất có thể và tránh phải nhận sticker I-Go | Song Ji-hyo Thắng Jee Seok-jin nhận 1 sticker I-Go |
| 357                  | 2/7/2017 (12/6/2017)           | Hong Jin-young, Lee Sun-bin, Lee Tae-hwan Oh Ha-young, Son Na-eun (Apink), Son Yeo-eun                                                                                  | Blue One Water Park (Cheongun-dong, Gyeongju, Gyeongsangbuk-do)                                        | Yoo Jae-suk & Son Yeo-eun Haha & Jeon So-min Jee Seok-jin & Oh Ha-young Kim Jong-kook & Hong Jin-young Lee Kwang-soo & Lee Sun-bin Song Ji-hyo & Lee Tae-hwan Yang Se-chan & Son Na-eun | Yoo Jae-suk & Son Yeo-eun Haha & Jeon So-min Jee Seok-jin & Oh Ha-young Kim Jong-kook & Hong Jin-young Lee Kwang-soo & Lee Sun-bin Song Ji-hyo & Lee Tae-hwan Yang Se-chan & Son Na-eun | Thu thập và giữ lại nhiều tiền nhất có thể để tránh nhận sticker I-Go | Song Ji-hyo & Lee Tae-hwan Thắng Song Ji-hyo và Lee Tae-hwan nhận 1 cặp nhẫn R vàng. Haha nhận 1 sticker I-Go                                                                                                   |
| 358                  | 9/7/2017 (26/6/2017)           | Không khách mời | Trường Đại học nữ Dongduk Centennial Memorial Hall (Hwarang-ro, Seongbuk-gu, Seoul)                    | Cảnh sát trưởng (Yang Se-chan) Đội công dân (Haha, Jee Seok-jin, Lee Kwang-soo, Song Ji-hyo, Jeon So-min) | Đội kẻ cắp (Yoo Jae-suk, Kim Jong-kook) | Xác định và loại trừ đội kẻ cắp trước khi họ loại trừ cảnh sát trưởng | Đội kẻ cắp Thắng Jee Seok-jin và Jeon So-min nhận 1 sticker I-Go. |
| 359                  | 16/7/2017 (3/7/2017)           | Không khách mời | SBS Tanhyeon-dong Production Center (Ilsanseo-g), Goyang, Gyeonggi-do)                                 | Đội Xanh (Yoo Jae-suk, Jee Seok-jin, Kim Jong-kook, Song Ji-hyo) Đội Đỏ (Haha, Lee Kwang-soo, Jeon So-min, Yang Se-chan) | Người Xấu (Haha, Jee Seok-jin, Jeon So-min) | Tham gia đội có ít Người Xấu nhất để tránh phải nhận nhiệm vụ nguy hiểm. | Đội Xanh Thắng Haha & Yang Se-chan và Jeon So-min & Lee Kwang-soo phải tới Mỹ và Indonesia cho nhiệm vụ nguy hiểm.                                                                                              |
| 360                  | 23/7/2017 (11/7/2017)          | Cheon Sung-moon, Jeon Wook-min (Em trai Jeon So-min), Jo Se-ho, Kim Jong-myung (Anh trai Kim Jong-kook), Kim Soo-young, Park Geun-shik, Son Na-eun (Apink), Tae Hang-ho | Royal Heritage Hotel-Chosunwangga (Yeoncheon-eup, Yeoncheon-gun, Gyeonggi-do)                          | Cuộc thi gia đình: Yoo Jae-suk & Jo Se-ho Haha & Park Geun-shik Jee Seok-jin & Kim Soo-young Kim Jong-kook & Kim Jong-myung Lee Kwang-soo & Tae Hang-ho Song Ji-hyo & Cheon Sung-moon Jeon So-min & Jeon Wook-min Yang Se-chan & Son Na-eun | Nhiệm vụ cuối cùng: Yoo Jae-suk & Son Na-eun Haha & Jo Se-ho Jee Seok-jin & Kim Soo-young Kim Jong-kook & Kim Jong-myung Lee Kwang-soo & Tae Hang-ho Song Ji-hyo & Cheon Sung-moon Jeon So-min & Jeon Wook-min Yang Se-chan & Park Geun-shik | Kiếm nhiều tiền nhất có thể để tránh nhận hình phạt | Jee Seok-jin & Kim Soo-young Thắng Song Ji-hyo, Cheon Sung-moon, Lee Kwang-soo and Tae Hang-ho nhận bom nước.                                                                                                   |
| 361                  | 30/7/2017 (11/7/2017)          | Cheon Sung-moon, Jeon Wook-min (Em trai Jeon So-min), Jo Se-ho, Kim Jong-myung (Anh trai Kim Jong-kook), Kim Soo-young, Park Geun-shik, Son Na-eun (Apink), Tae Hang-ho | Royal Heritage Hotel-Chosunwangga (Yeoncheon-eup, Yeoncheon-gun, Gyeonggi-do)                          | Cuộc thi gia đình: Yoo Jae-suk & Jo Se-ho Haha & Park Geun-shik Jee Seok-jin & Kim Soo-young Kim Jong-kook & Kim Jong-myung Lee Kwang-soo & Tae Hang-ho Song Ji-hyo & Cheon Sung-moon Jeon So-min & Jeon Wook-min Yang Se-chan & Son Na-eun | Nhiệm vụ cuối cùng: Yoo Jae-suk & Son Na-eun Haha & Jo Se-ho Jee Seok-jin & Kim Soo-young Kim Jong-kook & Kim Jong-myung Lee Kwang-soo & Tae Hang-ho Song Ji-hyo & Cheon Sung-moon Jeon So-min & Jeon Wook-min Yang Se-chan & Park Geun-shik | Kiếm nhiều tiền nhất có thể để tránh nhận hình phạt | Jee Seok-jin & Kim Soo-young Thắng Song Ji-hyo, Cheon Sung-moon, Lee Kwang-soo and Tae Hang-ho nhận bom nước.                                                                                                   |
| 362                  | 6/8/2017 (31/7/2017)           | Kang Ha-neul, Park Seo-joon | SBS Broadcasting Center (Mok-dong, Yangcheon-gu, Seoul)                                                | Đội Cảnh sát (Kang Ha-neul, Park Seo-joon) Cảnh sát ngầm (Lee Kwang-soo) | Ông trùm (Jee Seok-jin) Đội Lưu manh (Yoo Jae-suk, Haha, Kim Jong-kook, Song Ji-hyo, Jeon So-min, Yang Se-chan) | Xác định và loại trừ "ông chủ" trong khi tránh loại "cảnh sát ngầm" trước khi đội lưu manh tìm ra vali và trốn thoát | Ông trùm và Đội Lưu manh Thắng Tiền thưởng ₩1,000,000 sẽ được quyên góp dưới tên các thành viên, ngoại trừ Lee Kwang-soo                                                                                        |
| 363                  | 13/8/2017 (25/7/2017)          | Hyo-yeon, Soo-young, Sunny, Tae-yeon, Tiffany, Yoona, Yuri (Girls' Generation)                                                                                          | SBS Tanhyeon-dong Production Center (Ilsanseo-gu, Goyang, Gyeonggi-do)                                 | Đội Cặp đôi (Yoo Jae-suk & Song Ji-hyo, Haha & Sunny, Jee Seok-jin & Tiffany, Kim Jong-kook & Soo-young, Lee Kwang-soo & Hyo-yeon, Yang Se-chan & Yoona) Đội Độc thân (Jeon So-min, Tae-yeon, Yuri) | Đội Ác nữ (Jeon So-min, Soo-young, Yuri) | Xác định "Ác nữ" và tránh làm bạn đôi với họ trong nhiệm vụ cuối cùng nhằm có quyền bỏ phiếu để làm lộ ra họ | Yoo Jae-suk & Song Ji-hyo, Haha & Sunny, Jee Seok-jin & Tiffany, Lee Kwang-soo & Hyo-yeon, Yang Se-chan & Yoona và Tae-yeon Thắng Jeon So-min, Soo-young, Yuri và Kim Jong-kook nhận bom nước                   |
| 364                  | 20/8/2017 (24/7/2017)          | Không khách mời | Myongji College (Hongeun 2-dong, Seodaemun-gu, Seoul)                                                  | Đội Con người (Haha, Song Ji-hyo) | Đội Hồn ma (Yoo Jae-suk, Jee Seok-jin, Kim Jong-kook, Lee Kwang-soo, Jeon So-min, Yang Se-chan) | Xác định các thành viên khác của đội Con người và trốn thoát cùng nhau cuối cuộc đua | Đội Hồn ma Thắng Đội Con người phải tự tìm bảng tên của họ dưới tầng hầm. |
| 365                  | 27/8/2017 (14/8/2017)          | Không khách mời | SBS Prism Tower (Sangam-dong, Mapo-gu, Seoul)                                                          | Đội Running Man | Đội Sản xuất | Kiếm nhiều hơn ₩200,000 ở cuối cuộc đua | Đội Sản xuất Thắng Yoo Jae-suk được chọn đi tới New Zealand cho nhiệm vụ nguy hiểm. |
| 366                  | 3/9/2017 (21/8/2017)           | So-you | Hydrogen Energy Trial Event Zone (Hangang Park, Seoul)                                                 | Đội Running Man | Đội Sản xuất | Giành được nhiều lưỡi kiếm nhất có thể để đổi thành tiền | Haha Thắng Jeon So-min được chọn đi tới Bora Bora cho nhiệm vụ hạnh phúc. |
| 367                  | 10/9/2017 (28/8/2017)          | Baek Ji-young Hwang Seung-eon Jo Se-ho Kei (Lovelyz) Lee Elijah Solbi Sung Hoon Sunmi                                                                                   | SBS Broadcasting Center (Mok-dong, Yangcheon-gu, Seoul)                                                | Yoo Jae-suk & Sunmi Haha & Baek Ji-young Jee Seok-jin & Solbi Kim Jong-kook & Kei Lee Kwang-soo & Hwang Seung-eon Song Ji-hyo & Jo Se-ho Jeon So-min & Sung Hoon Yang Se-chan & Lee Elijah | Yoo Jae-suk & Sunmi Haha & Baek Ji-young Jee Seok-jin & Solbi Kim Jong-kook & Kei Lee Kwang-soo & Hwang Seung-eon Song Ji-hyo & Jo Se-ho Jeon So-min & Sung Hoon Yang Se-chan & Lee Elijah | Kiếm nhiều tiền nhất vào cuối cuộc đua. | Haha & Baek Ji-young Thắng Yoo Jae-suk được chọn đi đến Rome cho nhiệm vụ hạnh phúc. Baek Ji-young nhận 2 phần thịt bò Hàn.                                                                                     |
| 368                  | 17/9/2017 (28-29/8/2017)       | Baek Ji-young Hwang Seung-eon Jo Se-ho Kei (Lovelyz) Lee Elijah Solbi Sung Hoon Sunmi                                                                                   | SBS Broadcasting Center (Mok-dong, Yangcheon-gu, Seoul)                                                | Yoo Jae-suk & Sunmi Haha & Baek Ji-young Jee Seok-jin & Solbi Kim Jong-kook & Kei Lee Kwang-soo & Hwang Seung-eon Song Ji-hyo & Jo Se-ho Jeon So-min & Sung Hoon Yang Se-chan & Lee Elijah | Yoo Jae-suk & Sunmi Haha & Baek Ji-young Jee Seok-jin & Solbi Kim Jong-kook & Kei Lee Kwang-soo & Hwang Seung-eon Song Ji-hyo & Jo Se-ho Jeon So-min & Sung Hoon Yang Se-chan & Lee Elijah | Kiếm nhiều tiền nhất vào cuối cuộc đua. | Haha & Baek Ji-young Thắng Yoo Jae-suk được chọn đi đến Rome cho nhiệm vụ hạnh phúc. Baek Ji-young nhận 2 phần thịt bò Hàn.                                                                                     |
| 368                  | 17/9/2017 (28-29/8/2017)       | Không khách mời | SBS Tanhyeon-dong Production Center (Ilsanseo-g), Goyang, Gyeonggi-do)                                 | Đội Running Man | Nhà thiết kế (Lee Kwang-soo) | Kiếm nhiều hơn ₩300,000 và xác định "nhà thiết kế" cùng với nhiệm vụ bí mật của anh ta vào cuối cuộc đua | Đội Sản xuất Thắng Lee Kwang-soo được chọn đi đến Autralia cho nhiệm vụ nguy hiểm. Lee Kwang-soo cũng được chọn cho hình phạt và phải hoàn thành nhiệm vụ nguy hiểm ở Australia cùng một thành viên khác.       |
| 369                  | 24/9/2017 (29/8 & 3/9/2017)    | Không khách mời | SBS Tanhyeon-dong Production Center (Ilsanseo-g), Goyang, Gyeonggi-do)                                 | Đội Running Man | Nhà thiết kế (Lee Kwang-soo) | Kiếm nhiều hơn ₩300,000 và xác định "nhà thiết kế" cùng với nhiệm vụ bí mật của anh ta vào cuối cuộc đua | Đội Sản xuất Thắng Lee Kwang-soo được chọn đi đến Autralia cho nhiệm vụ nguy hiểm. Lee Kwang-soo cũng được chọn cho hình phạt và phải hoàn thành nhiệm vụ nguy hiểm ở Australia cùng một thành viên khác.       |
| 369                  | 24/9/2017 (29/8 & 3/9/2017)    | Không khách mời | Cheongpung Land (Cheongpung-myeon, Jecheon-si, Chungcheongbuk-do)                                      | Không chia đội | Không chia đội | Đoán ra ai là người nói dối giữa Lee Kwang-soo và Jeon So-min để tránh nhận huy hiệu hình phạt. | Haha, Jee Seok-jin, Kim Jong-kook, Lee Kwang-soo, Song Ji-hyo và Jeon So-min Thắng Yoo Jae-suk và Yang Se-chan phải thực hiện một màn phát sóng trực tiếp trong dịp nghỉ lễ Chuseok. Yoo Jae-suk nhận bom nước. |
| 370                  | 1/10/2017 (25/9/2017)          | Không khách mời | Cheongpung Land (Cheongpung-myeon, Jecheon-si, Chungcheongbuk-do)                                      | Không chia đội | Không chia đội | Đoán ra ai là người nói dối giữa Lee Kwang-soo và Jeon So-min để tránh nhận huy hiệu hình phạt. | Haha, Jee Seok-jin, Kim Jong-kook, Lee Kwang-soo, Song Ji-hyo và Jeon So-min Thắng Yoo Jae-suk và Yang Se-chan phải thực hiện một màn phát sóng trực tiếp trong dịp nghỉ lễ Chuseok. Yoo Jae-suk nhận bom nước. |
| 371                  | 8/10/2017 (25/9 & 8/10/2017)   | Không khách mời | Cheongpung Land (Cheongpung-myeon, Jecheon-si, Chungcheongbuk-do)                                      | Không chia đội | Không chia đội | Đoán ra ai là người nói dối giữa Lee Kwang-soo và Jeon So-min để tránh nhận huy hiệu hình phạt. | Haha, Jee Seok-jin, Kim Jong-kook, Lee Kwang-soo, Song Ji-hyo và Jeon So-min Thắng Yoo Jae-suk và Yang Se-chan phải thực hiện một màn phát sóng trực tiếp trong dịp nghỉ lễ Chuseok. Yoo Jae-suk nhận bom nước. |
| 372                  | 15/10/2017 (26/9/2017)         | Shin Sung-rok Yoon Bo-mi (Apink) | SBS Tanhyeon-dong Production Center (Ilsanseo-gu, Goyang, Gyeonggi-do)                                 | Đội Running Man | Trợ lí của Lee Kwang-soo (Shin Sung-rok) | Xác định và loại trừ "trợ lí" của Lee Kwang-soo để được miễn trở thành bạn đôi tiềm năng cho nhiệm vụ nguy hiểm ở Australia. | Kim Jong-kook Thắng Kim Jong-kook được miễn trở thành bạn đôi của Lee Kwang-soo. Lee Kwang-soo chọn Yoo Jae-suk đi cùng cho nhiệm vụ nguy hiểm ở Australia.                                                     |
| 373                  | 22/10/2017 (2/10/2017)         | Không khách mời | Café Valor (Baekbeom-ro, Bupyeong-gu, Incheon)                                                         | Không chia đội | Không chia đội | Hoàn thành nhiệm vụ tại 5 địa điểm với số tiền₩1,000,000 trong 8 giờ. | Mọi người Thắng |
| 374                  | 29/10/2017 (16/10/2017)        | Ha Yeon-sooJo Se-hoKang Daniel (Wanna One)Noh Sa-yeon | SBS Tanhyeon-dong Production Center (Ilsanseo-gu, Goyang, Gyeonggi-do)                                 | Băng Yoo-chen (Yoo Jae-suk, Jee Seok-jin, Lee Kwang-soo, Noh Sa-yeon) Đội Cảnh sát (Haha, Kim Jong-kook, Yang Se-chan, Ha Yeon-soo) Băng Mung-dol (Song Ji-hyo, Jeon So-min, Jo Se-ho, Kang Daniel) | Băng Yoo-chen (Yoo Jae-suk, Jee Seok-jin, Lee Kwang-soo, Noh Sa-yeon) Đội Cảnh sát (Haha, Kim Jong-kook, Yang Se-chan, Ha Yeon-soo) Băng Mung-dol (Song Ji-hyo, Jeon So-min, Jo Se-ho, Kang Daniel) | Đoạt Running Balls bằng cách mở két sắt của các đội khác | Noh Sa-yeon Thắng ₩2.4 triệu sẽ được quyên góp dưới tên của Noh Sa-yeon. |
| 375                  | 5/11/2017 (16 & 17/10/2017)    | Ha Yeon-sooJo Se-hoKang Daniel (Wanna One)Noh Sa-yeon | SBS Tanhyeon-dong Production Center (Ilsanseo-gu, Goyang, Gyeonggi-do)                                 | Băng Yoo-chen (Yoo Jae-suk, Jee Seok-jin, Lee Kwang-soo, Noh Sa-yeon) Đội Cảnh sát (Haha, Kim Jong-kook, Yang Se-chan, Ha Yeon-soo) Băng Mung-dol (Song Ji-hyo, Jeon So-min, Jo Se-ho, Kang Daniel) | Băng Yoo-chen (Yoo Jae-suk, Jee Seok-jin, Lee Kwang-soo, Noh Sa-yeon) Đội Cảnh sát (Haha, Kim Jong-kook, Yang Se-chan, Ha Yeon-soo) Băng Mung-dol (Song Ji-hyo, Jeon So-min, Jo Se-ho, Kang Daniel) | Đoạt Running Balls bằng cách mở két sắt của các đội khác | Noh Sa-yeon Thắng ₩2.4 triệu sẽ được quyên góp dưới tên của Noh Sa-yeon. |
| 375                  | 5/11/2017 (16 & 17/10/2017)    | Không khách mời | Yeongjong Bridge Fortune Hill Rest Area (Gyeongseo-dong, Seo-gu, Incheon)                              | Không chia đội | Không chia đội | Đoạt lại đồ vật cá nhân của mình để tránh hình phạt | Haha, Jee Seok-jin, Kim Jong-kook, Song Ji-hyo, Jeon So-min, Yang Se-chan Thắng Yoo Jae-suk và Lee Kwang-soo nhận bom nước 2 lần                                                                                |
| 376                  | 12/11/2017 (23/10/2017)        | DonghaeEunhyukLeeteukYesung (Super Junior)IreneJoy (Red Velvet) | Jincheon National Training Center (Gwanghyewon-myeon, Jincheon-gun, Chungcheongbuk-do)                 | Đội Mũi to (Yoo Jaesuk, Ji Sukjin, Lee Kwangsoo, Jeon Somin, Eunhyuk (gián điệp), Leeteuk, Joy) | Đội Rùa và Thỏ (Haha (gián điệp), Kim Jong-kook, Song Ji-hyo, Yang Se-chan, Donghae, Yesung, Irene) | Kiếm nhiều tiền nhất vào cuối cuộc đua | Đội Thỏ và Rùa Thắng Đội Thỏ và Rùa có 1 bữa tiệc thịt gà. |
| 377                  | 19/11/2017 (6/112017)          | Im Se-Mi Kim Ji-Min Kim Se-Jeong (Gugudan) Ko Sung-Hee | Incheon International Airport Terminal 2 (Jung-gu, Incheon, Seoul)                                     | Yoo Jae-suk & Im Se-mi Haha & Song Ji-hyo Jee Seok-jin & Ko Sung-hee Kim Jong-kook & Kim Ji-min Lee Kwang-soo & Jeon So-min Yang Se-chan & Kim Se-jeong | Những người con gái út (Song Ji-hyo, Kim Se-jeong, Ko Sung-hee) | Xác định và loại trừ những đội có thứ hạng cao hơn và người con gái út trước khi cô ấy loại trừ mọi người | Những người con gái út Thắng Song Ji-hyo, Kim Se-jeong và Ko Sung-hee mỗi người nhận 1 huy hiệu máy bay bằng vàng. Haha, Kim Jong-kook và Lee Kwang-soo phải mặc trang phục xấu hổ tới sân bay.                 |
| 378                  | 26/11/2017 (11-14/11/2017)     | Không khách mời | Crocosaurus Cove (Darwin, Australia), Nevis Highwire Platform (Southern Alps, Queenstown, New Zealand) | Đội Australia (Yoo Jae-suk, Jee Seok-jin, Lee Kwang-soo, Jeon So-min) Đội New Zealand (Haha, Kim Jong-kook, Song Ji-hyo, Yang Se-chan) | Đội Australia (Yoo Jae-suk, Jee Seok-jin, Lee Kwang-soo, Jeon So-min) Đội New Zealand (Haha, Kim Jong-kook, Song Ji-hyo, Yang Se-chan) | Hoàn thành nhiệm vụ để có cơ hội chấp nhận hoặc từ chối tấm thẻ cơ hội | Mọi người Thắng Đội Australia và đội New Zealand hoàn thành nhiệm vụ nguy hiểm. |
| 379                  | 3/12/2017 (11-14/11/2017)      | Không khách mời | Crocosaurus Cove (Darwin, Australia), Nevis Highwire Platform (Southern Alps, Queenstown, New Zealand) | Đội Australia (Yoo Jae-suk, Jee Seok-jin, Lee Kwang-soo, Jeon So-min) Đội New Zealand (Haha, Kim Jong-kook, Song Ji-hyo, Yang Se-chan) | Đội Australia (Yoo Jae-suk, Jee Seok-jin, Lee Kwang-soo, Jeon So-min) Đội New Zealand (Haha, Kim Jong-kook, Song Ji-hyo, Yang Se-chan) | Hoàn thành nhiệm vụ để có cơ hội chấp nhận hoặc từ chối tấm thẻ cơ hội | Mọi người Thắng Đội Australia và đội New Zealand hoàn thành nhiệm vụ nguy hiểm. |
| 380                  | 10/12/2017 (21/11/2017)        | Kang Han-na, Kyung Soo-jin | ASEAN Culture House (Jwa-dong, Haeundae-gu, Busan)                                                     | Đội đỏ (Yoo Jae-suk, Jee Seok-jin, Lee Kwang-soo, Song Ji-hyo, Kang Han-na) | Đội trắng (Kim Jong-kook, Haha, Jeon So-min, Yang Se-chan, Kyung Soo-jin) | Hoàn thành nhiệm vụ đội để không bị phạt bom nước và người thắng cuộc là người còn số tiền nhiều nhất trong đội vào cuối cuộc đua. | Lee Kwang-soo Thắng Lee Kwang-soo nhận được ₩200,000 Jee Seok-jin, Jeon So-min, Jang Se Chan và HaHa được chọn để bị phạt bom nước.                                                                             |
| 381                  | 17/12/2017 (28/12/2017)        | Choi Gwi-hwaGo Bo-gyeolHeo Sung-taeLee Sang-yeob | SBS Tanhyeon-dong Production Center (Ilsanseo-gu, Goyang, Gyeonggi-do)                                 | Đội thám tử (Yoo Jae-suk) Nhân Chứng (Heo Sung-tae) Đội Dân Thường (Haha, Jee Seok-jin, Lee Kwang-soo, Song Ji-hyo, Jeon So-min, Yang Se-chan, Go Bo-gyeol, Lee Sang-yeob) | Kẻ lừa đảo (Kim Jong-kook, Choi Gwi-hwa) | Bảo vệ nhân chứng và tìm ra được kẻ lừa đảo. | Đổi "Kẻ lừa đảo" Thắng ₩3,000,000 được từ thiện dưới tên Choi Gwi-hwa. |
| 382                  | 24/12/2017 (18/12/2017)        | Không khách mời | Gangwon Industrial High School (Chogu-dong, Donghae, Gangwon-do)                                       | Không chia đội | Không chia đội | Trở thành "Người" đầu tiên và đứng lên bục trước lúc bình minh | Lee Kwang-soo Thắng Lee Kwang-soo nhận được một thùng khoai lang và máy pha chế cà phê. |
| 383                  | 31/12/2017 (11/12/2017)        | Eun Ji-wonJang Su-wonKang Sung-hoonKim Jae-duckLee Jai-jin (Sechs Kies)Lee ElijahSo-you                                                                                 | Alpensia Ski Resort (Pyeongchang-gun, Gangwon-do)                                                      | Đội Trắng (Yoo Jae-suk, Yang Se-chan, Eun Ji-won, Kang Sung-hoon, Lee Jai-jin) Đội Đen (Haha, Kim Jong-kook, Song Ji-hyo, Jeon So-min, Jang Su-won) Đội Xám (Jee Seok-jin, Lee Kwang-soo, Kim Jae-duck, Lee Elijah, So-you) | Đội Trắng (Yoo Jae-suk, Yang Se-chan, Eun Ji-won, Kang Sung-hoon, Lee Jai-jin) Đội Đen (Haha, Kim Jong-kook, Song Ji-hyo, Jeon So-min, Jang Su-won) Đội Xám (Jee Seok-jin, Lee Kwang-soo, Kim Jae-duck, Lee Elijah, So-you) | Có nhiều nhất huy hiệu lửa và tránh huy hiệu băng để tránh bị phạt | Lee Kwang-soo Thắng Lee Kwang-soo nhận được ₩1,000,000. Kim Jong-kook là người được chọn cùng Lee Kwang-soo để bị phạt bom nước.                                                                                |